# Jens Böttcher

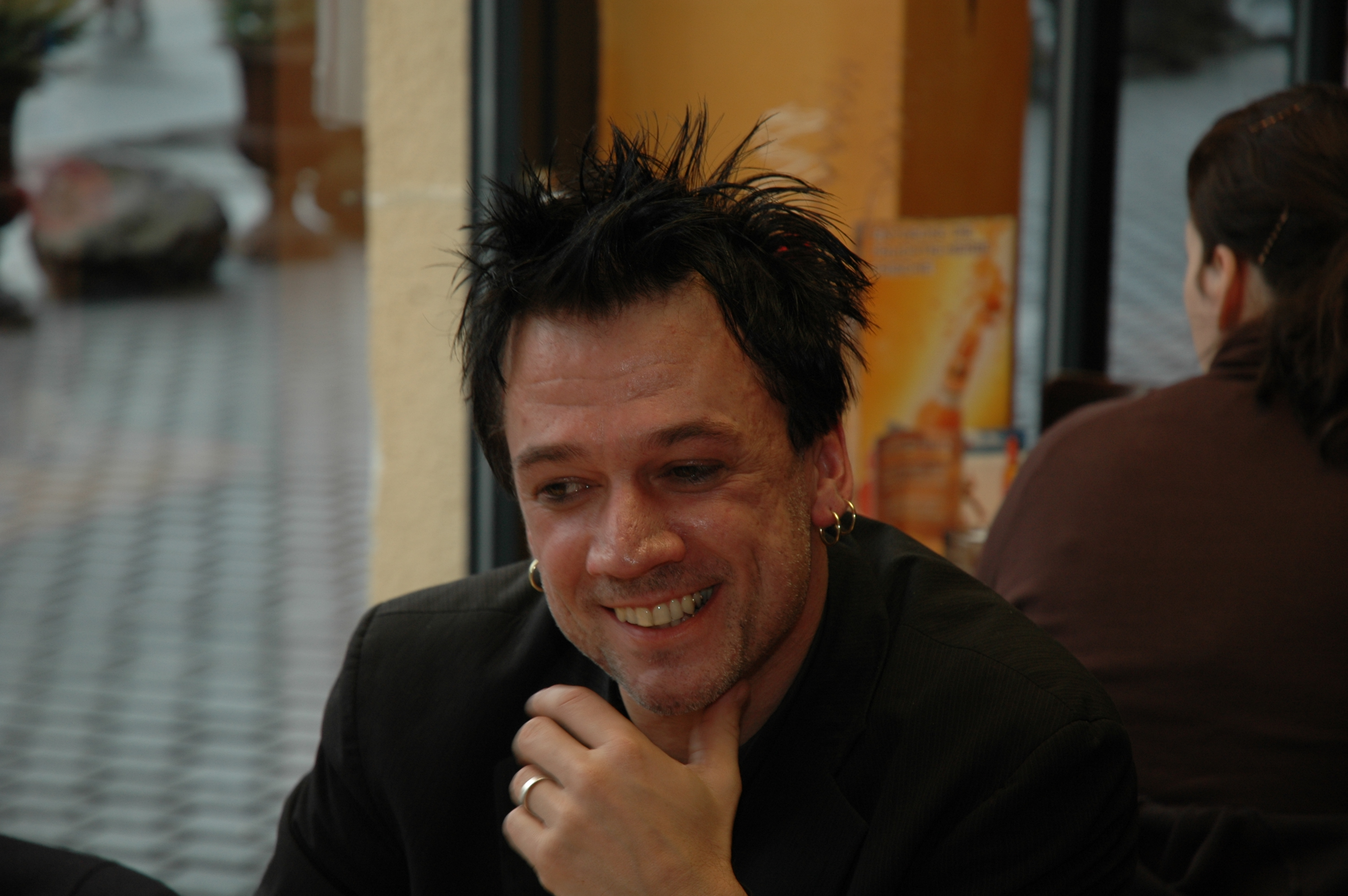
Jens Böttcher, 2010

Jens Böttcher (* 2. August 1966 in Hamburg) ist ein deutscher Singer-Songwriter, Musiker, Schriftsteller und Autor.

## Biografie
Nach Abbruch der Schule kurz vor dem Abitur begann er seine Karriere zunächst als Kabelträger für die in Hamburg ansässige, englische Werbefilmproduktion Garrett Film. Schon während des Zivildienstes und einiger Tourneen mit eigenen Rockbands arbeitete er als freiberuflicher Aufnahmeleiter in der Hamburger Werbefilmszene, als Line Producer, Produktionsleiter und Regieassistent u. a. mit Peter Lindbergh, Quentin Masters und Peter Timm, um schließlich als Regisseur diverse Musikclips zu drehen. Es folgte der selbstverfasste Kurzfilm Östlich von Kautschuk (1997), in dem er mit Henning Stegelmann eine Hauptrolle übernahm.
In dieser Zeit war er auch Sprecher für einige Produktionen, schrieb und übersetzte Sketche, Theater- und Film-Manuskripte.
Mitte der 1990er Jahre schrieb Jens Böttcher gemeinsam mit seinem Bruder Sven Böttcher für Sat.1 zwei Staffeln der Serie ran fun und von 1995 bis 2002 die Funny Dubbings, beide aus der Bundesliga-Sendung ran, und wieder seit 2009 für die Champions-League.
Verschiedene Comedy- und TV-Formate, wie der Comedy Club, Nonstop Comedy (NDR), Zoop (ProSieben) und die komplette Serie Der kleine Gnom folgten. Für die Sesamstraße schrieb Böttcher zusammen mit Gerd-Ekken Gerdes zwei Musicals.
Außerdem schrieb Böttcher verschiedene Radiocomedy-Produktionen wie Witzenotdienst sowie Elvis lebt und die Reporter-Persiflage Werner Kerner (WDR 4) – bei beiden sprach er die Titelfiguren –, Liebeskinder und Reverend Eminent beim WDR, 1LIVE, hr XXL, You FM und N-Joy, in denen er auch mitwirkte. 2009 folgte die Radiocomedy Deichstraße 3 N-Joy.
2001 konvertierte Jens Böttcher zum christlichen Glauben, der in der Folgezeit seine Musik und Werke beeinflusste. Ein Jahr darauf gründete er mit Mark Rosenbrock, der ebenso zum christlichen Glauben konvertiert war, die Gospelfolk-Formation rosenbrock + böttcher. Beide hatten vorher in der Alternative-Band Böttcher gespielt, die seit dieser Zeit auf Eis gelegt ist. Nach zwei Jahren und zwei Alben (rosenbrock + böttcher (2002) und Parousia (2004)) löste sich das Duo auf. Ein wesentlicher Grund dafür war, dass Böttcher nicht mit fundamentalistischen Strömungen innerhalb der Christenheit in Verbindung gebracht werden wollte.
2005 veröffentlichte Jens Böttcher das Soloalbum Himmelherz. 2007 folgte Reisefieber. Es erschien bei der Berliner Plattenfirma Stone Records. Beide Alben produzierten Henry Sperling und Karsten Deutschmann im Gentle Art Studio; als Orchester des Himmlischen Friedens begleiten sie ihn in der Regel zudem bei Liveauftritten. Im selben Jahr erschien auch Böttchers schriftstellerisches Erstlingswerk Steiner – oder: die merkwürdige Lebensreise eines möglicherweise zurechtverrückten Gemüts auf dem Weg zu einem unbekannten Ziel, an dessen Erreichen sich nicht geringe Hoffnungen knüpfen.
2009 erschien Böttchers Kurzgeschichtenbuch „Der Tag des Schmetterlings“, 2010 das Album „Viva Dolorosa“, 2011 das als Theaterstück verfasste „Interview mit dem Teufel“, es folgten die Alben „IV: Revolution“ (2013), „V: Unsterblich“ (2016) "VI: Haben oder Sein" (2020, inspiriert durch das Buch von Erich Fromm), der Roman „Herr Sturm und die Farbe des Windes“ (2016) und die Erzählung „Der Tag, an dem Gott nicht mehr Gott heißen wollte“ (2019).
Als Teil des Autoren- und Produzententeams „schwarzweissradio“ (gemeinsam mit Henry Sperling und Karsten Deutschmann) machte Böttcher zuletzt wieder verstärkt als Comedyautor von sich reden. Die Miniserie „Neulich im Bundestag“ ist Teil des wöchentlich gesendeten TV-Satiremagazins „Extra 3“ (NDR). Böttcher, Sperling und Deutschmann schreiben, produzieren die Serie und sprechen alle Rollen darin selbst.
Böttcher tritt seit Oktober 2014 als Gastgeber und Moderator der ebenfalls von schwarzweissradio produzierten TV-Sendereihe „Tiefsehtauchen“ auf. Darin spricht er mit Gästen aus den Bereichen Musik, Literatur, Kunst über „Gott und die Welt“. Ausgestrahlt wird „Tiefsehtauchen“ bei Bibel TV und im Tiefsehtauchen-Kanal auf Youtube.
Als Musiker und Autor ist Böttcher regelmäßig auf Tournee.

## Privates
Er ist der jüngere Bruder von Sven Böttcher.

## Diskografie
Jens Böttcher & die K.O.Alition:
1987: jetzt erst recht (Vinyl-Album)
Mit der Band Böttcher:
- 1996: himmelhölle
- 1998: böttcher
- 2000: drei (EP)
- 2001: lovesexy (Soundtrack-EP)
- 2002: halbvier (Compilation)

Mit Rosenbrock + Böttcher:
- 2002: rosenbrock+böttcher
- 2003: Parousia

Solo:
- 2005: Himmelherz
- 2007: Reisefieber
- 2010: Viva Dolorosa
- 2011: Seelenfeiertag (EP)
- 2012: Am Ende des Tages (Compilation)
- 2013: IV: Revolution
- 2013: IV: Revolution #2 (Vinyl-EP)
- 2016: V: Unsterblich
- 2016: V: Unsterblich (Limited Edition mit DVD und Bonus-Album)
- 2018: Heimweh nach einem Traum (Mini-Album)
- 2020: IV: Haben oder Sein
- 2020: Haben oder Sein #2 (EP)

Hörspiele:
- 2002: Reverend Eminent: Tight sein mit dem Reverend
- 2003: Reverend Eminent: Born to Kick Derbe Stylz!!
- 2004: Reverend Eminent: Real sein mit dem Reverend
- 2006: Reverend Eminent: In 40 Folgen um die Welt mit Reverend Eminent
- 2007: Elvis Lebt
- 2012: Karl May: Old Cursing Dry (Hörspiel nach einer Bearbeitung von Rainer Buck)

Hörbücher:
- 2006: Unter der Sonne
- 2008: Das Engel-Prinzip Brendow Verlag, 2008
- 2012: Anklagend Schweigend Rosenrot
- 2020: Wullefump – die Reise ans Meer (von Henry Sperling, gelesen von Jens Böttcher)

Konzertfilme:
- 2005: Kein Weg zu weit
- 2016: Jens Böttcher & das Orchester des himmlischen Friedens Live in der Erlöserkirche Vahrendorf